# Brian Molko
Brian Thomas Molko Farrel (Brussel·les, 10 de desembre de 1972) és un músic belga. És el líder de la banda de rock Placebo. Se'l coneix sobretot per la seva veu nasal de to alt i estil únic de guitarra, amb influències de Sonic Youth.

## Biografia
Va néixer el 10 de desembre de 1972 a Brussel·les, Bèlgica, en una família composta per mare escocesa, pare estatunidenc i un germà més gran, Stuart Molko. A causa de la professió del pare, un reconegut banquer internacional, la família es traslladava amb molta freqüència, per la qual cosa Brian va passar la infància a llocs com Libèria o el Líban, fins que es van instal·lar definitivament a Luxemburg.
Als 11 anys comença a dur a terme activitats de teatre a l'escola, la School of Luxembourg, i a participar activament en tasques de l'església; al mateix temps, juntament amb el seu germà gran, va anar al seu primer concert d'una banda francesa, anomenada Téléphone.
Als 13 anys era el "nen renascut" de la seva església. No obstant això, un any després va patir la separació dels pares, i la distància amb el germà, que havia deixat la llar per continuar amb la feina del pare, situació que el marcaria psicològicament. Així és com a aquesta edat abandona definitivament les activitats religioses i comença una rebel·lió en assumir la seva bisexualitat, moment en què adopta tendències fosques en vestimenta i maquillatge.
En aquesta època un noi de la seva escola, Stefan (que més tard formaria part del grup), formava part del grup dels esportistes i gaudia d'una popularitat que li impediria si més no dirigir la paraula a Brian. En una entrevista, el cantant va dir: "Ens movíem per diferents parts. Ell era un noi atleta i molt popular, jo estava en el teatre perquè era per als marginats. Em trobava en el club dels perdedors".
Si bé Brian admet que no era bo actuant, posava gran obstinació en això, encara que la mare, que era una religiosa devota, volia que es dediqués a la religió, i el seu pare semblava voler que fos banquer, igual que ell. Encara que, en realitat, els pares no van prendre un paper molt actiu en la vida de Brian, per la qual cosa aquest es va veure obligat a forjar la seva identitat per si mateix, i així sentir-se més segur respecte al que volia per al seu futur.
Com que no tenia amics, solia quedar-se a casa escoltant música. Una de les seves bandes preferides els Dead Kennedys (banda de punk estatunidenc). D'aquesta forma comença a desenvolupar més el seu amor per la música, al qual se suma el descobriment d'una banda molt important segons ell, Sonic Youth, que li inspiraria la decisió d'aprendre a tocar la guitarra per si mateix.

## Trasllat a Londres
Als 18 anys viatja a Londres, per estudiar art dramàtic en el Goldsmith's College, en què dos anys després es graduà i va anar alternant els estudis amb l'aprenentatge de guitarra i alguns concerts en pubs acompanyat del bateria de Northwich (Mánchester) Steve Hewitt. Un dia, a l'estació de metro de South Kensington, es troba amb Stefan Olsdal, company d'escola a Luxemburg, que també toca la guitarra i té gran interès per la música. Així, després d'assistir a un dels concerts i quedar impressionat per la veu de Molko, Olsdal s'incorpora de manera oficial al grup.
Tots dos, ajudats per Hewitt, comencen a treballar component alguns temes. Steve feia diverses col·laboracions en altres grups independents, per la qual cosa al principi la seva participació en el grup es limitava al temps lliure que li quedava d'això. En primera instància, el nom de la banda era Ashtray Heart, però després va passar a denominar-se definitivament Placebo, nom amb el qual van començar a gravar les primeres maquetes, en les quals Hewitt encara estava present. "El nom té un cert sentit enganyós que el fa divertit i és una bona reflexió sobre el que nosaltres som realment".
Des del principi, el trio va demostrar un alt grau de compenetració i aquelles primeres composicions fluïen amb rapidesa i soltesa, gestant alhora el so inconfusible de la banda, amb la veu incomparable de Brian, destacant i creant el seu propi llenguatge. La banda començava a manufacturar una música pròxima al britpop (encara que aquest gènere ja iniciava la seva decadència), amb textures pròximes al so extrem i més intens de grups com Sonic Youth. En la veu, Molko recordava per la seva nuesa i cruesa les tonalitats de solistes com a P. J. Harvey o Tom Waits.

## Carrera amb Placebo
La seva música aviat va transcendir a un panorama més ampli, ajudada per la seva imatge andrògina i provocadora de cantant i compositor principal. Un any després del seu primer concert, el trio grava per a una companyia independent el seu primer senzill, Bruise Pristine, que va cridar l'atenció de diferents multinacionals, de manera que va començar la pugna per qui en feia el contracte. Placebo es van prendre temps per a pensar-ho i, després de llançar un nou senzill, Come Home, van firmar finalment amb Hut, segell afiliat a la multinacional Virgin Rècords, en el qual van editar el 1996 el primer i tallant disc homònim, glam rock, el punk i la new wave.
La glamorosa imatge, així com el carisma de Molko i l'èxit del senzill Nancy Boy, van despertar l'interès d'estrelles del rock com Lou Reed, Lee Ranaldo (Sonic Youth), Robert Smith (The Curi), Bono –que els va contractar com a teloners en la gira d'U2 Pop–, o el mateix David Bowie, que va convidar el grup a tocar en el macroconcert del seu 50è aniversari.
Llavors ja figurava en nòmina el bateria Steve Hewitt, amb qui Placebo va gravar en els estudis de Peter Gabriel el seu segon àlbum Without You I'm Nothing, que va arribar precedit per l'èxit de dos singles successius, el modèlic Pure Morning –un cant a l'amistat que es va enfilar al Top 4 britànic– o el colèric drama sobre una ruptura sentimental You Don't Care About Us (Top 5).
De to més reflexiu, el disc afila l'estil de la banda (facilitat per a la melodia pop, pinzellades electròniques i intensitat del rock americà) i el seu univers expressiu i romàntic, que concreta la seva ambigüitat en cançons sobre la «por a les noies», com ocorre en Scared of girls. "Parlem de l'addicció als sentiments, l'alcohol i el sexe, el tipus de coses a les quals la gent recorre per a omplir el buit de les seves vides", "Ens agradaria que les nostres cançons ajudessin a sentir-se millor als qui se sentin identificats", explica Molko.
Després del seu segon lliurament, Placebo va donar sortida a les seves ínfules cinèfiles col·laborant amb el director Todd Haynes en la pel·lícula produïda per Michael Stipe (R.E.M.) Velvet Goldmine. En aquesta fantasia sobre l'ascens i caiguda del glam rock dels setanta, Placebo parodien en pla Nova York Dolls el 20th Century Boy de T-Rex. Un tema que interpretarien poc després amb David Bowie durant la cerimònia de lliurament dels premis Brit.
El 2007 el bateria del grup, Steve Hewitt, abandona la banda a causa de problemes amb els altres membres. Després es va integrar a la banda el bateria Steven Forrest, un noi de 23 anys originari de Califòrnia que pertanyia al grup Evaline.
El 2009 llancen el seu nou àlbum d'estudi, Battle for the sun. Els talls de difusió del disc són les cançons "Battle for the sun" i "Ashtray Heart".
El 2010, Brian Molko va cantar la cançó Across the Universe de The Beatles, a Brussel·les, la seva ciutat natal, i el 3 de juliol del mateix any, aquesta cançó va aparèixer en l'àlbum Let It Be.

## Vida personal
El setembre de 2005 l'excompanya de Molko, Helena Berg, va donar a llum al seu primer fill, Cody.
Al juny de 2009, Brian va afirmar que ell i Helena no continuaven junts i posteriorment va declarar que continuava mantenint contacte amb el seu fill.

## Molko, I'know? #MolkoFourOh
El 10 de desembre de 2012 Molko va complir 40 anys d'edat. En el mes previ a aquest esdeveniment, els fans de la banda a tot el món es van reunir per mostrar el seu agraïment al cantant. El projecte Molko, I'know? # MolkoFourOh era una campanya viral principalment per mitjà de Twitter i Tumblr, cosa que va implicar la difusió del lema i etiqueta a tot el món a com fos possible, tant dins com fora de línia. Els fans van ser tan eficaços en les seves accions que el 28 de novembre de 2012 Molko va revelar en una entrevista ala ràdio XFM que havia pres consciència de la campanya, afirmant: "Estic realment molt emocionat". En el seu 40è aniversari, Molko va rebre una "carta digital interactiva" que detallava l'enormitat del projecte afirmant que la campanya es va estendre per 7 continents, 56 països i es van recollir més de 2.000 fotografies en una galeria especial en el fòrum oficial de la banda. El 12 de desembre de 2012 Molko va emetre una sentida carta als afeccionats en resposta a la Campanya Molko, I'know?# MolkoFourOh.

## Discografia
Amb Placebo
- Placebo (1996)
- Without You I'm Nothing (1998)
- Black Market Music (2000)
- Sleeping With Ghosts (2003)
- Soulmates Never Die Live in Paris (2003)
- Once More with Feeling: Singles 1996-2004 (2004)
- Meds (2006)
- Battle For The Sun (2009)
- Battle For The Sun: Redux (2010)
- B3 EP (2012)
- Loud Like Love (2013)
- MTV Unplugged (2015)
- Never Let Me Go (2022)

DVD en viu
- Soulmates Never Die Live in Paris (2003)
- We Come In Pieces (2011)